# José Oiticica
José Rodrigues Leite e Oiticica (Oliveira, 22 de julho de 1882 — Rio de Janeiro, 30 de junho de 1957) foi um professor, dramaturgo, poeta parnasiano, filólogo e notável anarquista brasileiro. Foi membro da Fraternitas Rosicruciana Antiqua, estudou Direito e Medicina, não tendo concluído nenhum dos dois cursos em favor do magistério e da pesquisa filológica. Foi vegetariano.
No plano político foi um dos grandes articuladores da Insurreição anarquista de 1918 que inspirada pela Revolução Russa pretendia derrubar o governo central na capital do país.

## Biografia
José Oiticica era um dos filhos do então advogado Francisco de Paula Leite e Oiticica, que mais tarde seria deputado e senador da república. Em 1890, com oito anos foi enviado para estudar em um colégio religioso no Rio de Janeiro (RJ) onde acabou sendo expulso por sua rebeldia. Ao mesmo tempo em que fora expulso se aproximara da literatura e da poesia.
Ingressou nos cursos universitários de Direito e Medicina, mas não os concluiu aproximando-se gradualmente da área da Filologia. Sua obra poética, que se iniciou com o lançamento do livreto Sonetos em 1911, seria complementada quatro anos mais tarde em 1915, com o livro Ode ao sol.

### Contato com o anarquismo
Em 1912, José Oiticica já colaborava sistematicamente para o semanário anticlerical A Lanterna, sendo o autor de um artigo especial dedicado à memória do         terceiro aniversário do fuzilamento do pedagogo anarquista Francisco Ferrer. Conta-se, no entanto, que seu primeiro contato com o movimento operário anarquista ocorreu somente um ano depois em 1913, quando compareceu na modesta sede da Federação Operária do Rio de Janeiro no momento em que seus membros se articulavam para a reconstituição da Confederação Operária Brasileira, e pediu para falar com seu presidente ou algum diretor. Obteve a resposta de um carpinteiro que se colocou a explicar-lhe que naquela federação não havia presidente ou diretores, funcionando por "comissões administrativas que executam as decisões de suas assembleias".
"No dia 30 de abril de 1913 o Grupo Dramático Anticlerical organizou nova festa no teatro do Centro. Na ocasião representaram-se as peças Amanhã, O Primeiro de Maio e O Operariado. A conferência ficou a cargo de um jovem e muito culto professor, um inconformista filho de senador, que no ano anterior havia se descoberto anarquista e publicado seu primeiro texto no jornal anticlerical A Lanterna de São Paulo, seu nome era José Oiticica.— Memória Anarquista, Maré Negra
No soneto A Anarquia, o então jovem poeta Oiticica expressou suas opiniões sobre esta filosofia política e a perseguição a qual sofriam muitos de seus entusiastas.

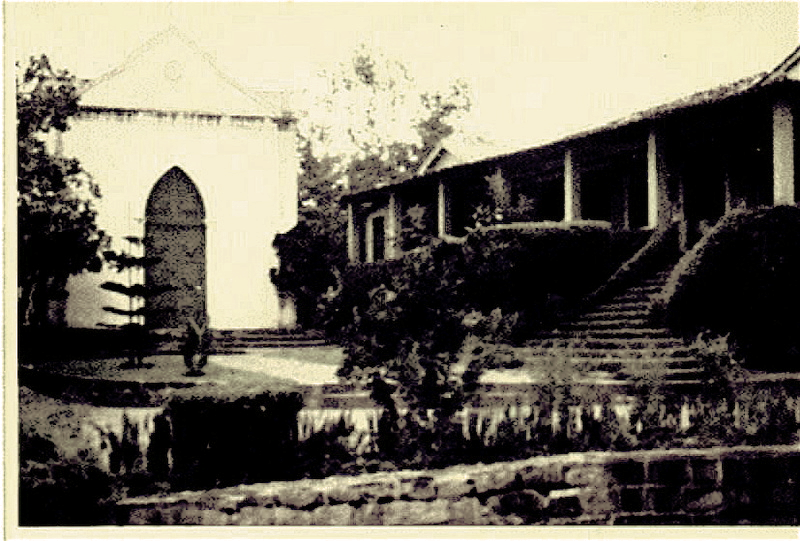
Fazenda Riachão, perto de Rio Largo, Alagoas, local onde vivia a família Oiticica.

Para a anarquia vai a humanidade
Que da anarquia a humanidade vem!
Vide como esse ideal do acordo invade
As classes todas pelo mundo além!
Que importa que a fração dos ricos brade
Vendo que a antiga lei não se mantém?
Hão de ruir as muralhas da Cidade,
Que não há fortalezas contra o bem
Façam da ação dos subversivos crime,'
Persigam, matem, zombem... tudo em vão...
A ideia, perseguida, é mais sublime,
Pois nos rudes ataques à opressão,
A cada herói que morra ou desanime
Dezenas de outros bravos surgirão.
Em 1914, tornou-se professor pela Escola Dramática do Rio de Janeiro, recebendo a cátedra de Prosódia. Em 1916, publicou um importante conjunto de obras linguístico-filológicas, entre as quais destaca-se seus Estudos de Fonologia. No ano seguinte, foi nomeado professor do Colégio Pedro II, ano em que também participou ativamente da organização da primeira Greve Geral a nível nacional.

### Amigos, alunos, filhos e netos

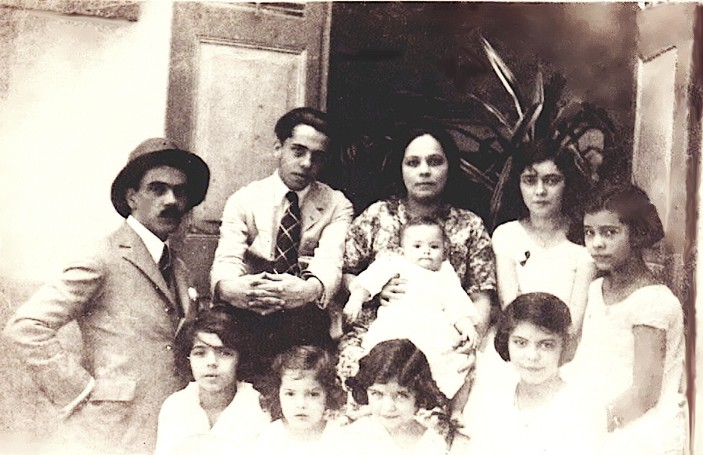
José Oiticica e sua família.

Paralelamente à vida de literato e libertário, José Oiticica constituiu uma ampla família: Foi pai de sete filhas - Vanda Oiticica, Sônia Oiticica, Selma Oiticica, Laura Oiticica, Dulce Oiticica, Clara Oiticica, Vera Oiticica e um filho que receberia o nome de seu pai: José Rodrigues Leite e Oiticica Filho.
A época a casa dos Oiticica era frequentada por figuras como  Coelho Neto, Viriato Correia e Monteiro Lobato. Ao longo de sua carreira como professor de letras e línguas teve como seus alunos Antônio Houaiss e Manuel Bandeira, entre outros .
Dos rumos tomados por seus filhos, Sônia Oiticica enveredou mais tarde para as artes cênicas, conquistando fama no teatro e na televisão, enquanto José Oiticica Filho tornou-se a seu tempo um grande entomólogo e fotógrafo de renome.
Hélio Oiticica, filho de Oiticica Filho mais tarde se tornaria artista plástico, fundador do Grupo Neoconcreto um dos mais politizados gestores do movimento conhecido como Tropicália que tem como monumento iniciático uma obra de sua autoria.

### Rio de Janeiro 1918
Para os anarquistas brasileiros o ano de 1918 começou com as comemorações do Primeiro de Maio, colocando a cidade do Rio de Janeiro em estado de sítio, e inspirando meses depois, em agosto, greves em diversas companhias com a Cia Cantareira e a Viação Fluminense, exigindo aumento nos salários e jornada laboral de 8 horas. Durante todo o ano os confrontos nas ruas entre trabalhadores e o aparato repressivo do estado se tornam frequentes.
É neste contexto que as notícias que a Revolução Bolchevique na Rússia havia alcançado êxito são recebidas. Sem saber muito bem quem eram de fato os "Bolcheviques", diversos grupos anarquistas passaram a se organizar também com a intenção de derrubar o governo central no Brasil.
No Rio de Janeiro, os libertários elaboraram um plano para a derrubada do poder. Entre seus principais articuladores estão José Oiticica, Astrojildo Pereira, Manuel Campos e Agripino Nazaré. O golpe que supostamente contava com o auxilio de militares de baixa patente liderados pelo tenente Jorge Elias Ajus, é marcado para o dia 18 de Novembro de 1918.
Em torno de 1 600 bombas foram distribuídas e o plano envolveu mais de 400 operários que organizados cortariam os suprimentos de força e comunicações do Palácio do Governo. No entanto, momentos antes de ser colocada em andamento, a tentativa de derrubada do poder foi frustrada pelas autoridades que tinham conhecimento de todos os planos, uma vez que o tenente Ajus na verdade atuava como um agente provocador.
A revolta serviria de desculpa para que Delfim Moreira, presidente em exercício, ordenasse a dissolução da União Geral dos Trabalhadores juntamente com o fechamento de três sindicatos. A década de 1910 prosseguiu com diversas ações repressivas, entre prisões e execuções, contra o movimento anarquista brasileiro. Nem mesmo as diversas escolas modernas em território brasileiro foram poupadas.
"Os anarquistas são contra o Estado. Quer isso dizer que acham ruim a organização atual da sociedade, acham dispensável esse órgão chamado Estado, esse instrumento do capitalismo chamado moeda."

### Prisões

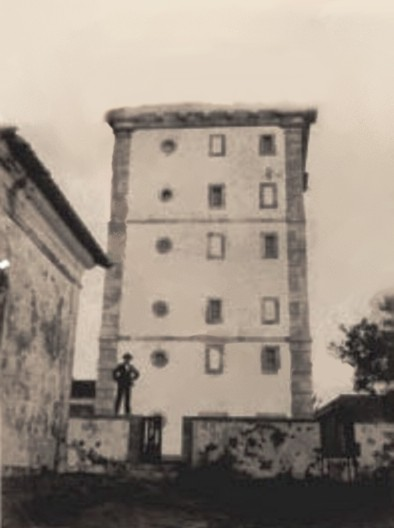
Oiticica em frente ao farol da Ilha Rasa em 1918.

Na tarde do dia 18 José Oiticica e outros membros do chamado "conselho revolucionário" foram presos. Em contrapartida, anarquistas e sindicalistas revoltados reuniram-se em São Cristóvão e tomaram de assalto a delegacia do Décimo Distrito Policial. Os insurgentes foram julgados e condenados à prisão sendo enviados para a Ilha Rasa.
Após a misteriosa fuga de José Eduardo de Macedo Soares da ilha, os carcereiros passaram a instituir um regime descrito pelos prisioneiros como "um inferno", "dos mais iníquos e aviltantes". Na ocasião Oiticica compôs o Hino da Rasa cantado pelos encarcerados como exercício de ânimo e liberdade.
"Sr. Senador Bueno Brandão
Em discurso de 10 do corrente, referindo-se V. Ex. a presos que assinaram documentos comprobatórios de maus tratos sofridos nas prisões, acentua-se que, entre os signatários, há desordeiros, desclassificados e alguns anarquistas.
Como de entre os signatários só eu sou anarquista, vejo-me classificado por V. Ex. abaixo de desordeiro e desclassificado.
Era meu propósito não retorquir à ofensa, pois não julgo mais digno ser senador que ser anarquista, porquanto se qualquer anarquista x*poderia ser senador, nem todo o senador poderá ser anarquista.
- Como, porém, temos decidido, entre nós, não deixar sem pronta repulsa qualquer insulto ou inverdades e isso para mostrar que estamos vivos, escrevo a V. Ex. estas linhas somente para agradecer a V. Ex. o favor que aos anarquistas involuntariamente fez.
Em primeiro lugar, mostrando-se V. Ex. tão intransigente inimigo dos anarquistas, chama sobre eles toda a simpatia nacional.
Em segundo lugar, deixa V. Ex. bem patente que pode V. Ex. ser tudo neste mundo, menos anarquista, o que muito nos distingue.
Em terceiro lugar, torna-se evidentíssimo que, entre os anarquistas, pode haver desordeiros, vagabundos, dinamiteiros, assassinos, salteadores, etc., etc., mas nunca, e de fato não há, nenhum Bueno Brandão.
Sem maís, sou de V. Ex.
indiferente conterrâneo."— Carta de 13 de Junho de 1925 de José Oiticica ao senador Bueno Brandão
Lá Oiticica escreveu também Princípios e fins do programa comunista-anarquista publicado no ano de 1919, mesmo ano em que saiu da prisão da Ilha Rasa por conta da pressão de diversos intelectuais. Naquele mesmo ano fundou junto a Astrojildo Pereira o periódico Spartacus no Rio de Janeiro.
"Hoje, de fato, não há quem creia ofensiva a espécie de 'loucura mansa' do velho professor. Mas tempo houve em que, quando se falava em revolução, em prender gente perigosa' logo surgia a pergunta: "E o Oticica?" E lá ia o professor parar na cadeia, fosse a baderna uma tenentada, uma greve operária..."— Revista O Cruzeiro, 1953

### Senioridade

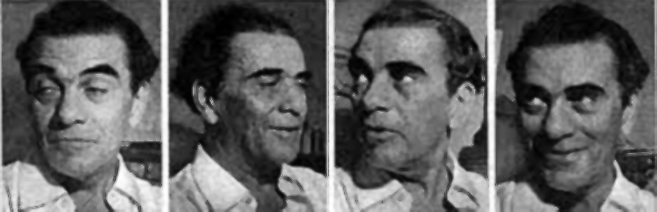
Fotos publicadas na primeira página da matéria Confissões de um anarquista emérito, publicada na revista O Cruzeiro em 1953.

Liberado do cárcere em 1929, fundou o periódico clandestino 5 de Julho e lançou o primeiro número do jornal anarquista Ação Direta. Publicou também textos prosaicos, poéticos e/ou políticos em vários periódicos da imprensa operária libertária como os jornais A Lanterna, Spartacus, O Livre Pensador, A Plebe, e a revista A Vida. Produziu ainda peças inúmeras releituras de teatrais dramáticas-libertárias intercalando sua produção com o ofício de professor.
Em fins de 1929 foi convidado a lecionar filologia portuguesa na Universidade de Hamburgo, na Alemanha, onde permaneceu até o ano seguinte. Em 1930 voltou para o Rio de Janeiro, onde publicou Do método de estudo das línguas sul-americanas e passou a lecionar na hoje extinta Universidade do Distrito Federal.
José Oiticica, que se manteve sempre fiel a seus ideais, voltou a editar o periódico Ação Direta em 1946, que continuou sendo produzido com alguma interrupção, mesmo depois de seu falecimento. Em 1955 publicou ainda seu Roteiro de fonética fisiológica, técnica do verso e dicção e A teoria da correlação.
"Episódios de uma vida atribulada - Sete concursos para uma nomeação - Três mil réis no bolso e uma teoria de Estado na cabeça - Da utilidade de passar temporadas na cadeia - A galhardia e o entusiasmo de um espírito moço e prodigiosamente ativo, com setenta anos nominais."— Revista O Cruzeiro, 1953
No dia 29 de Junho de 1957, após participar do aniversário de um de seus netos, faleceu aos 75 anos de idade, com Lápis e caderno de notas nas mãos, sentado em sua cama enquanto preparava uma aula a ser apresentada no dia seguinte. No dia seguinte seu corpo foi sepultado no Cemitério São João Batista na cidade do Rio de Janeiro onde se encontra desde então.

## Legado

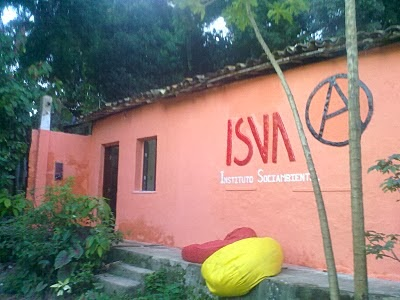
Biblioteca Comunitária de Valéria Prof José Oiticica

Ainda que reduzido, jamais esquecido nos meios libertários brasileiros, o legado de José Oiticica tem sido recuperado nas duas últimas décadas por grupos de estudos e coletivos organizados. No ano de 1971 (em plena ditadura militar) foi fundada na periferia da cidade de Salvador, na Bahia por Antônio Fernandes Mendes a Escola Comunitária Professor José Oiticica. 
Ativa desde então em 2005 por iniciativa de particulares e coletivos envolvidos, a escola recebeu uma biblioteca comunitária, a Biblioteca Comunitária de Valéria Prof José Oiticica. Foi fundada por Antônio Fernandes Mendes e comunidade local no bairro de Valéria e funcionava dentro do Instituto Socioambiental de Valéria (ISVA). Nela se encontravam livros de diversos autores anarquistas.

## Obras

### Livros
- Sonetos, 1ª série, 1911;
- Ode ao Sol, 1915;
- Estudos de fonologia, 1916;
- Sonetos, 2ª série, 1919;

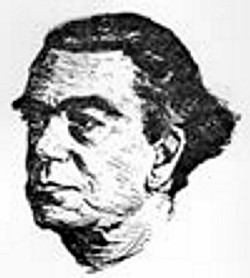
Desenho de José Oiticica na senioridade.

- Princípios e fins do programa comunista-anarquista, 1919;
- Manual  de Análise (léxica e sintática), 1919;
- A trama dum grande crime, 1922;
- Manual de estilo, 1923;
- Do método de estudo das línguas sul-americanas, 1930;
- A doutrina anarquista ao alcance de todos, 1945;
- Roteiro de fonética fisiológica, técnica do verso e dicção, 1955
- A teoria da correlação, 1952;
- Roteiro em Fonética Fisiológica, Técnica do Verso e Dição, 1955;
- Uma Gramática: crítica ao Prof. Sílvio Elia, 1955;
- Curso de Literatura 1960;

### Peças teatrais
- Azalan!. 1924